# Чемпионат Европы по ММА 2021
Чемпионат Европы по смешанным боевым единоборствам (ММА) 2021 года прошёл в Казани (Россия) с 14 по 21 августа. Это был третий по счёту европейский чемпионат, состоявшийся после объединения в 2018 году Международной федерации ММА (IMMAF) и Всемирной ассоциации ММА (WMMAA), двух главных мировых руководящих органов в любительском ММА. Турнир проходил на спортивной арене Баскет-холл и собрал 252 спортсмена из 14 стран, выступавших в рамках взрослого и юниорского чемпионата Европы, среди мужчин и женщин.

## Выбор места проведения
После слияния в 2018 году федераций IMMAF и WMMAА был проведён чемпионат Европы по ММА 2019 года в Италии. В следующем сезоне из-за пандемии COVID-19 турнир решили не проводить. А после ослаблений «ковидных» ограничений, в 2021 году было решено проведение возобновить. Право принять чемпионат Европы по смешанным боевым единоборствам получила Россия, до этого дважды принимавшая европейские чемпионаты по версии WMMAА (в 2013 и 2016 годах). На право принять турнир претендовали Санкт-Петербург, Казань и Сочи. В итоге выбор пал на столицу Республики Татарстан. «Столица Татарстана по праву считается одним из самых развитых в спортивном плане городов России, а также лидером по числу побед в различных видах спорта. Уверен, что знаковый чемпионат континента привлечет максимальное число участников и пройдет на высочайшем уровне» — пояснил по этому поводу президент Союза смешанных боевых единоборств «ММА» России Радмир Габдуллин, глава организации, которая стала ответственной за проведение турнира в Российской Федерации.

## Расписание турнира
- 15 августа 2021 года — регистрация участников, жеребьёвка;
- 16 августа 2021 года — церемония открытия, 1/16 финала;
- 17 августа 2021 года — 1/8 финала;
- 18 августа 2021 года — 1/4 финала;
- 19 августа 2021 года — полуфиналы;
- 20 августа 2021 года — финалы и церемония закрытия[2].

## Общие сведения о регламенте турнира
К участию в чемпионате приглашались сборные национальных федераций, входящих в Международную федерацию ММА (IMMAF). Соревнования проводились в десяти весовых категориях среди мужчин (как у взрослых, так и у юниоров), а так же в шести весовых категориях среди взрослых девушек, и одной — среди девушек-юниоров. От каждой сборной заявлялось до четырёх участников в каждой весовой категории. Поединки состояли из трёх раундов по три минуты, начиная со стадии 1/16 финала.

## Участники чемпионата
В общей сложности в турнире приняли участие 252 спортсмена из 14 стран (Армении, Бахрейна, Болгарии, Греции, Испании, Италии, Казахстана, Новой Зеландии, Польши, Португалии, России, Таджикистана, Финляндии и Эстонии). Сборные из трёх не европейских стран были допущены в связи с открытым статусом турнира. Среди атлетов разыгрывался взрослый и юниорский чемпионат Европы, в котором приняли участие 164 и 88 участников, соответственно. Также отдельно проводились зачёты среди мужчин и женщин.

## Ход турнира

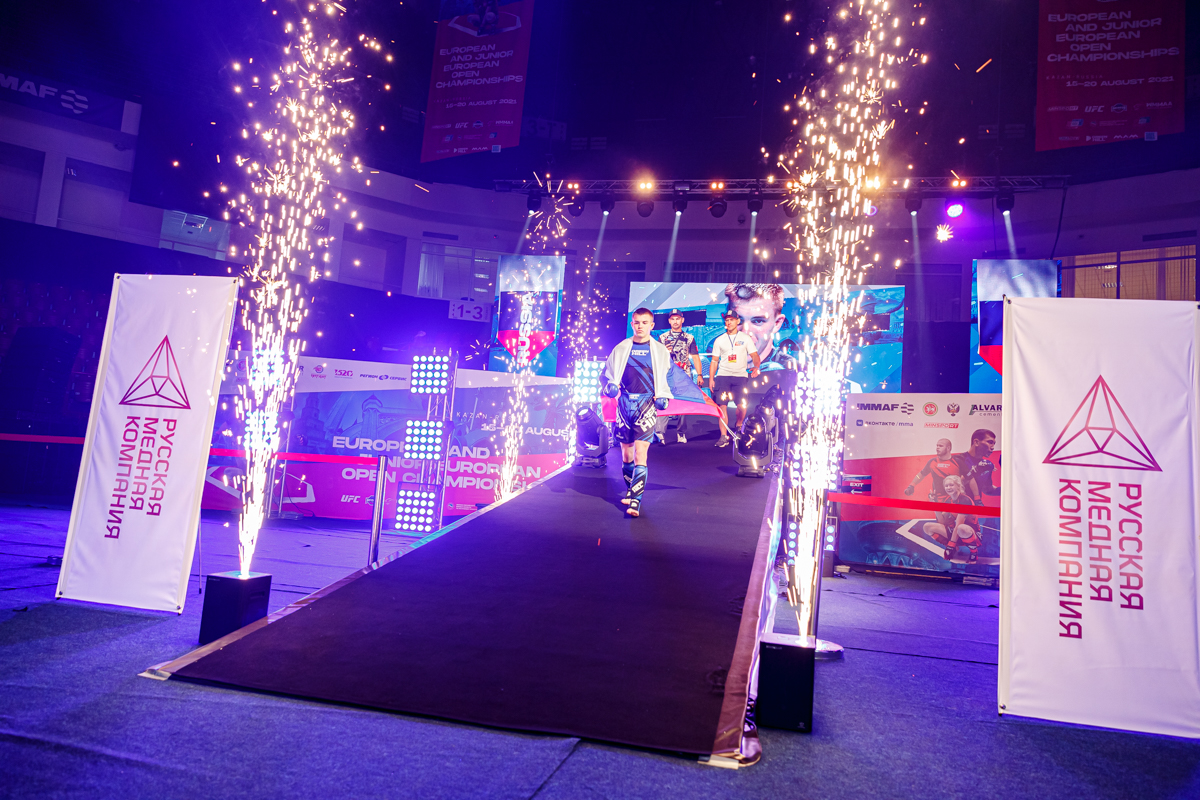

Чемпионат Европы обслуживала международная команда судей, под руководством одного из ведущих рефери UFC Марка Годдарда. Турниры проводимые под эгидой IMMAF придерживаются концепции Safety MMA (безопасные ММА), экипировка и правила в любительских поединках отличаются от применяемых в профессиональных промоушенах. В том числе по этой причине в финальных раундах состоялось только три досрочных победы, исключительно в мужских зачётах, одна — у юниоров и две — у взрослых. Победителем домашнего чемпионата стала сборная России, завоевав 57 медалей во взрослых и юниорских зачётах (12 золотых, 13 серебряных и 32 бронзовых). Второе место в неофициальном общекомандном зачёте досталось сборной Бахрейна — 9 медалей (6 золотых и 3 серебряных). Причём, многие бойцы этой команды в прошлом имели российское гражданство, и обучались под руководством Абдулманапа Нурмагомедова. Третьей стала сборная Казахстана, представители которой завоевали 15 медалей (3 золотых, 6 серебряных и 6 бронзовых).
Участники чемпионата Европы, представители Международной федерации ММА (IMMAF), включая её президента Керрита Брауна, высоко оценили турнир с точки зрения организации, и назвали его лучшим из тех, что проводились под флагами IMMAF. Главные бои транслировались в прямом эфире на специализированных интернет-платформах, и за время проведения турнира матчи посмотрели более 2 миллионов человек.

## Галерея

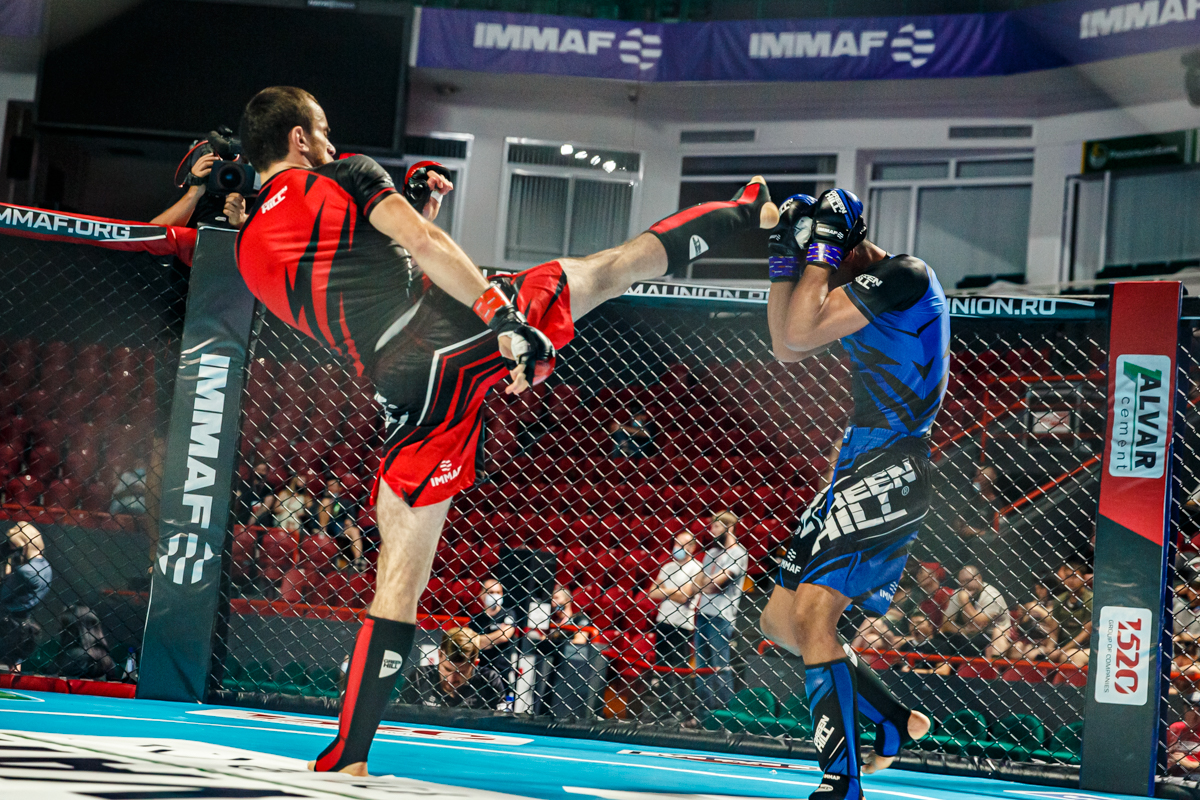
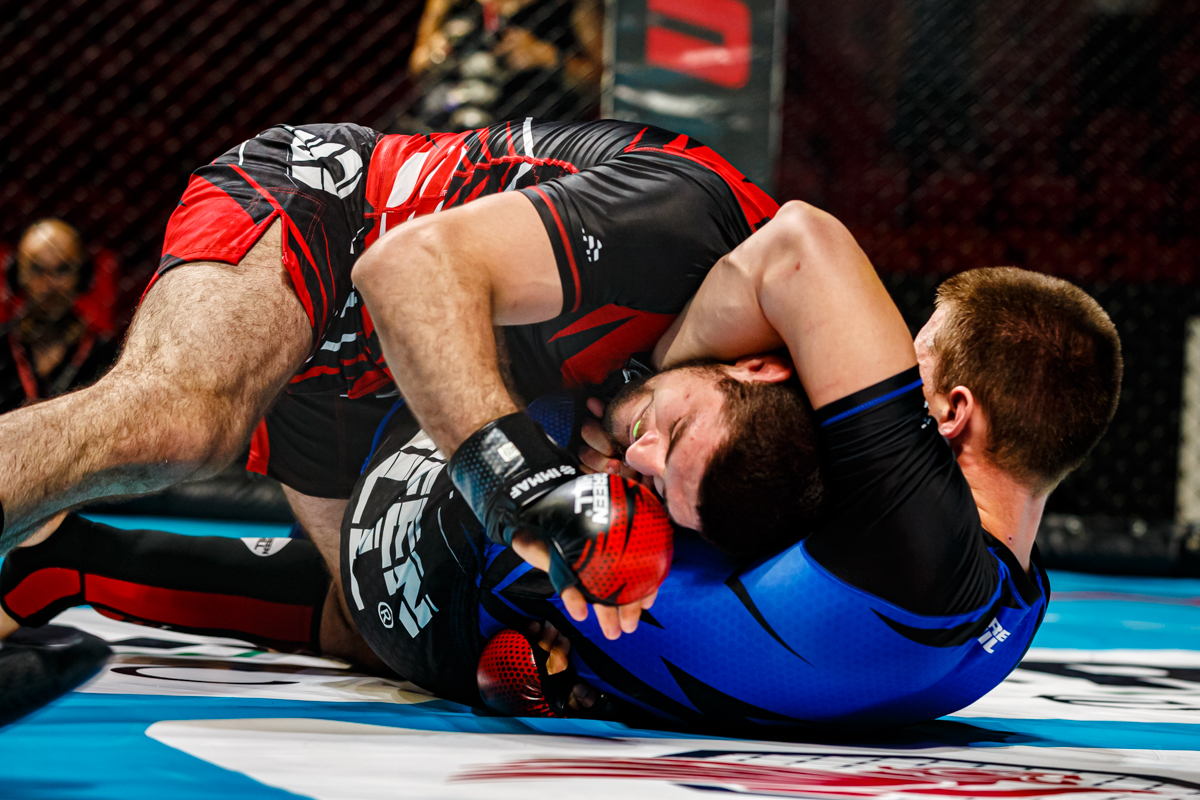
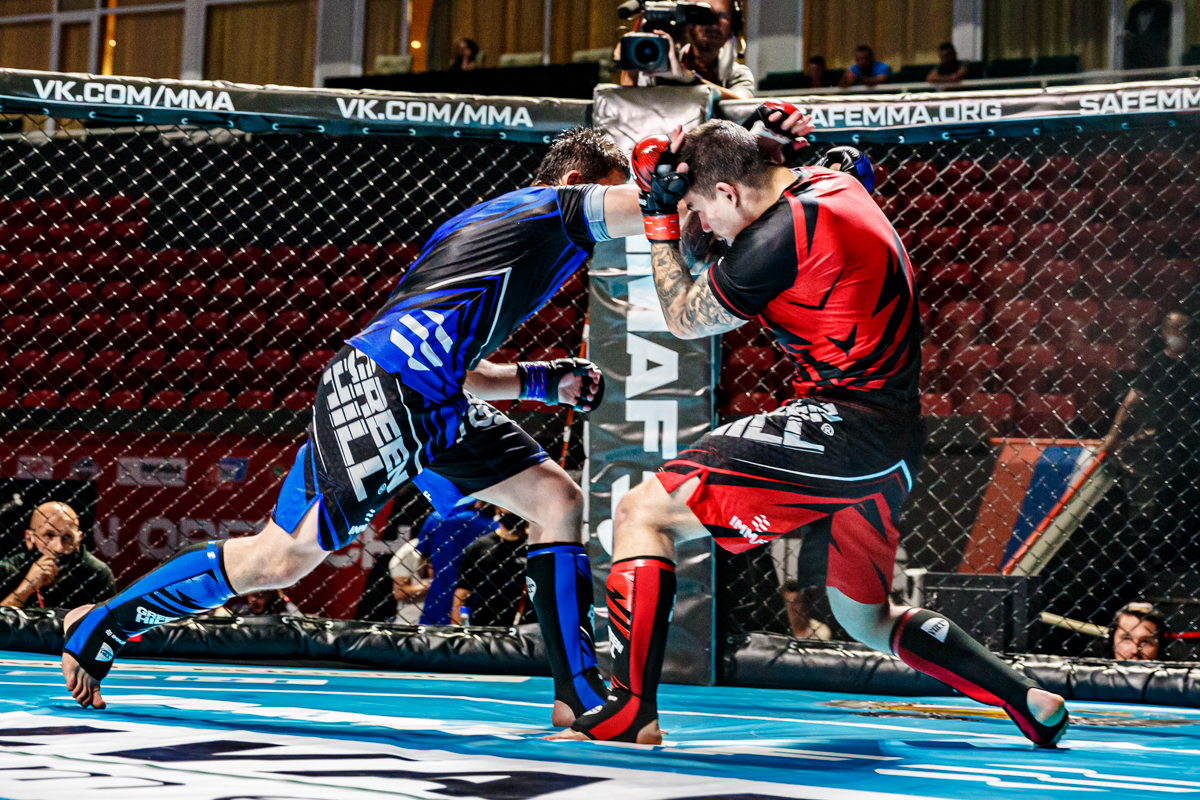
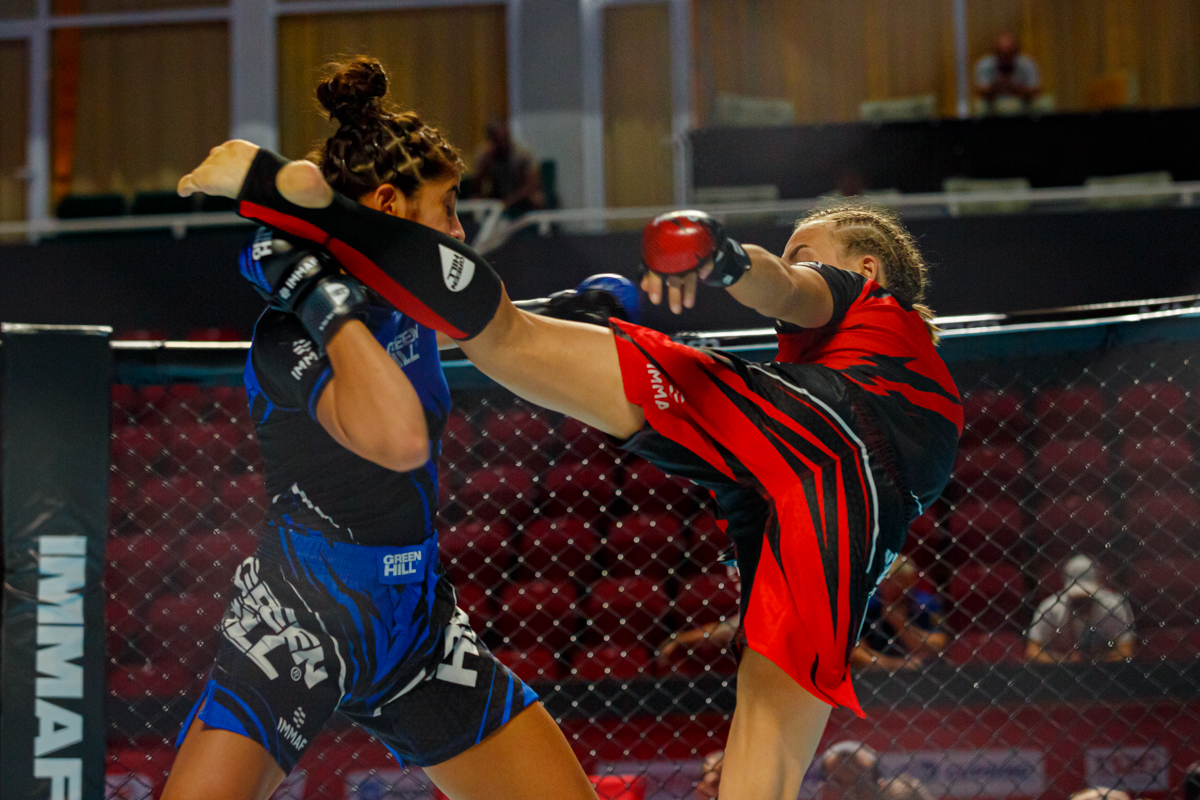
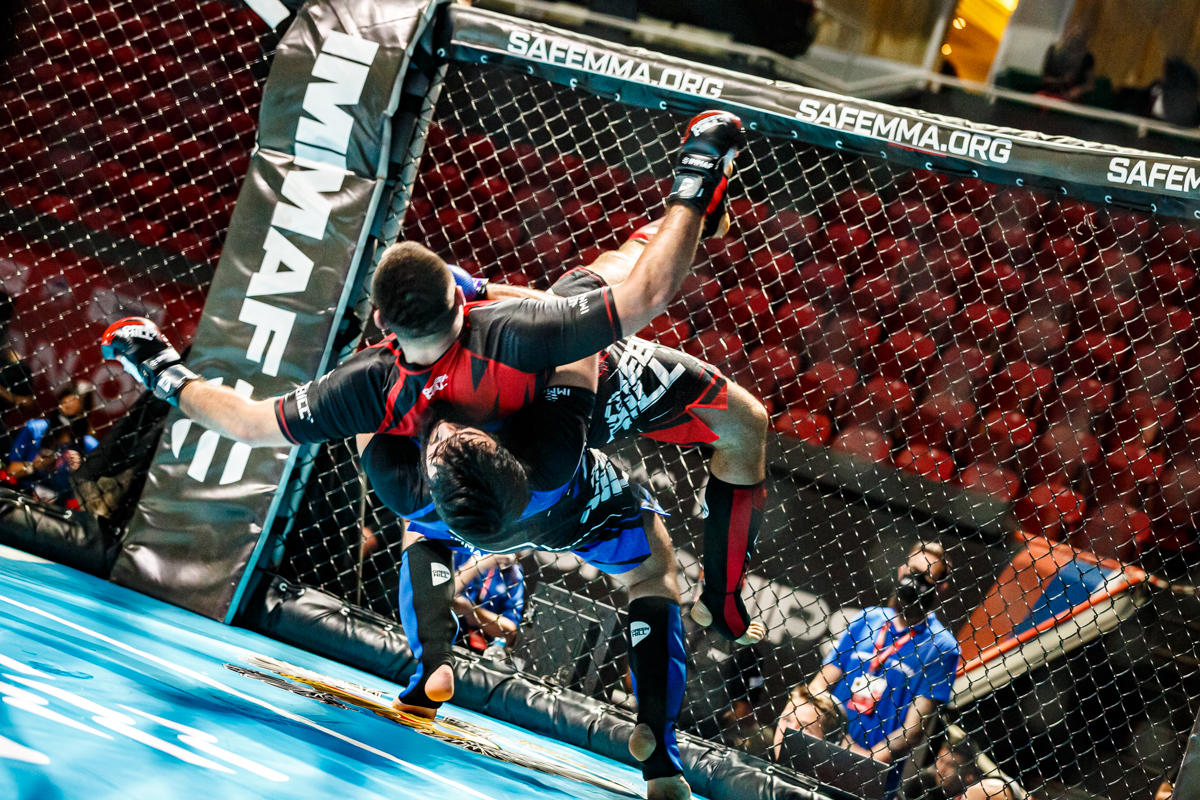

## Медальный зачёт

### Призёры среди мужчин
| Весовая категория | Золото                       | Серебро                   | Бронза                                                    |
| ----------------- | ---------------------------- | ------------------------- | --------------------------------------------------------- |
| 52,2 кг           | Шамиль Магомедгаджиев Россия | Ерулан Кабдулов Казахстан | Адам Хамхоев Россия Амид Джавадов Россия                  |
| 56,7 кг           | Сулейман Бершигадов Россия   | Ахмед Нуцаллахов Россия   | Динар Саниев Россия Михаил Ганичкин Россия                |
| 61,2 кг           | Тыныштык Жанибек Казахстан   | Сергей Ширкунов Россия    | Амирхамза Исламов Таджикистан Камиль Газиявдибиров Россия |
| 65,8 кг           | Гаджимурад Заваев Россия     | Салман Рамазанов Россия   | Бахтиёр Хусаинов Таджикистан Магомед Гаджимурадов Россия  |
| 70,3 кг           | Омарасхаб Юсупов Россия      | Усман Абасов Россия       | Али Гаджиев Россия Икромжон Ахмедов Таджикистан           |
| 77,1 кг           | Рамазан Гитинов Бахрейн      | Мурад Гусейнов Бахрейн    | Евгений Морозов Россия Даниил Широков Россия              |
| 83,9 кг           | Денис Зейнединов Россия      | Султан Омаров Бахрейн     | Шамиль Гаджимагомедов Россия Гаджи Расулов Россия         |
| 93 кг             | Гаджимурад Багаудинов Россия | Руслан Шидаков Россия     | Арслан Гаджиев Россия Магомед Гасанов Россия              |
| 120,2 кг          | Расул Магомедов Бахрейн      | Омар Алиев Россия         | Максим Котельников Россия Андрей Гайдамака Россия         |
| 120,2+ кг         | Заурбек Магомедов Россия     | Талгат Жиентаев Казахстан | Аслан Хазботов Россия Алексей Букарев Россия              |

### Призёры среди юниоров (мужчины)
| Весовая категория | Золото                            | Серебро                    | Бронза                                                     |
| ----------------- | --------------------------------- | -------------------------- | ---------------------------------------------------------- |
| 52,2 кг           | Ерсултан Шакенбай Казахстан       | Иван Веретенников Россия   | Алиакбар Арзакулов Таджикистан Мухаммадамин Мукумов Россия |
| 56,7 кг           | Зафаршо Шомирсаидов Россия        | Шамиль Алиханов Бахрейн    | Нурбол Кулжабаев Казахстан Гаджимурад Гаирбеков Россия     |
| 61,2 кг           | Отабек Раджабов Таджикистан       | Абай Жалаль Казахстан      | Мухаммад Шаропов Россия Салауат Каби Казахстан             |
| 65,8 кг           | Цветомир Тодоров Болгария         | Николай Хитов Болгария     | Сидик Найбаров Россия Иури Родригес Португалия             |
| 70,3 кг           | Бехруз Хуршедзода Таджикистан     | Абубакар Дзугуев Россия    | Магомед Абдусаламов Россия Набигула Муталимов Россия       |
| 77,1 кг           | Данил Губин Казахстан             | Досжан Косжебаев Казахстан | Дмитрий Важинский Россия Юсуп Магомедов Россия             |
| 83,9 кг           | Абайоми Топе Давид Самюэль Россия | Николай Буденков Россия    | Ансар Касымжанов Казахстан Алиби Пернебек Казахстан        |
| 93 кг             | Гаджи Гаджиев Бахрейн             | Шамиль Курбанов Россия     | Никола Иванов Болгария Магамед Гардашов Россия             |
| 120,2 кг          | Гамзат Сиражудинов Россия         | Никита Овсянников Россия   | Нурхажидин Насирдинов Казахстан Жан Ассадов Кыргызстан     |
| 120,2+ кг         | Дмитрий Бабаев Россия             | Даулет Молдаш Казахстан    | Джек Сандер Северная Ирландия Неймат Вал Кыргызстан        |

### Призёры среди женщин
| Весовая категория | Золото                              | Серебро                 | Бронза                                              |
| ----------------- | ----------------------------------- | ----------------------- | --------------------------------------------------- |
| 47,6 кг           | Магдалена Чабан Польша              | Йенна Хорто Финляндия   | нет данных                                          |
| 52,2 кг           | Айеза Рамос Бертользо Бахрейн       | Аян Турсын Казахстан    | Мартина Корради Италия Нуржамал Садыкова Казахстан  |
| 56,7 кг           | Беатрис Консули Динис Бахрейн       | Маликат Куччаева Россия | Соня Похьялайнен Финляндия Мария Сабурова Россия    |
| 61,2 кг           | Паулина Контна Польша               | Илария Норчия Италия    | Анастасия Кармаева Россия Александра Зайцева Россия |
| 65,8 кг           | Сабрина Лаурентина де Соуза Бахрейн | Сара Йозвяк Польша      | Мишель Монтегю Новая Зеландия Алена Агишева Россия  |
| 70,3 кг           | Мария Ширканова Россия              | Дарья Пирогова Россия   | нет данных                                          |

### Призёры среди юниоров (женщины)
| Весовая категория | Золото             | Серебро    | Бронза     |
| ----------------- | ------------------ | ---------- | ---------- |
| 56,7 кг           | Теа Аресу Болгария | нет данных | нет данных |

### Медальный зачёт сборных (мужчины)
| Место | Страна      |   |   |    | Всего |
| ----- | ----------- | - | - | -- | ----- |
| 1     | Россия      | 7 | 6 | 19 | 32    |
| 2     | Бахрейн     | 2 | 2 | 0  | 4     |
| 2     | Казахстан   | 1 | 2 | 0  | 3     |
| 4     | Таджикистан | 0 | 0 | 3  | 3     |

### Медальный зачёт сборных (юниоры, мужчины)
| Место | Страна            |   |   |   | Всего |
| ----- | ----------------- | - | - | - | ----- |
| 1     | Россия            | 4 | 5 | 9 | 18    |
| 2     | Казахстан         | 2 | 3 | 5 | 10    |
| 3     | Таджикистан       | 2 | 0 | 1 | 3     |
| 4     | Болгария          | 1 | 1 | 1 | 3     |
| 5     | Бахрейн           | 1 | 1 | 0 | 2     |
| 6     | Кыргызстан        | 0 | 0 | 2 | 2     |
| 7     | Португалия        | 0 | 0 | 1 | 1     |
| 7     | Северная Ирландия | 0 | 0 | 1 | 1     |

### Медальный зачёт сборных (женщины)
| Место | Страна         |   |   |   | Всего |
| ----- | -------------- | - | - | - | ----- |
| 1     | Бахрейн        | 3 | 0 | 0 | 3     |
| 2     | Польша         | 2 | 1 | 0 | 3     |
| 3     | Россия         | 1 | 2 | 4 | 7     |
| 4     | Италия         | 0 | 1 | 1 | 2     |
| 4     | Казахстан      | 0 | 1 | 1 | 2     |
| 4     | Финляндия      | 0 | 1 | 1 | 2     |
| 7     | Новая Зеландия | 0 | 0 | 1 | 1     |

## Спортивные объекты
| Баскет-холл       |
| ----------------- |
| Вид снаружи       |
| Вместимость: 7000 |